# Tvrđava Kurjaković
Tvrđava Kurjaković, srednjovjekovna obrambena fortifikacijska građevina obnavljana i adaptirana u kasnijim vremenskim razdobljima. Nalazi se na uzvišenju uiznad grada Obrovca, uz tok rijeke Zrmanje. Zaštićena je kao kulturno-povijesna cjelina grada Obrovca pod brojem Z-4245.

## Povijest
Stari grad Obrovac razvio se kao podgrađe tvrđave, a prvi put se spominje u izvorima 1337. godine kao Obrouec, Hobrouec ili Hobrouac. Utvrda i grad su od 14. stoljeća bili u posjedu krbavskih knezova Kurjakovića iz roda Gusića. Godine 1387. u utvrdi stoluje knez Karlo II. Kurjaković († 1424.) sa svojim stričevima Nikolom, Tomom i Butkom.
U drugoj polovici 14. stoljeća, Obrovac je važno trgovačko središte za uvoz zadarske i paške soli u Kraljevinu Hrvatsku. Posljednji krbavski knez Ivan Karlović († 1531.) izgubio je Obrovac s tvrđavom 30. ožujka 1527. godine kada Turci otimaju njegov posjed u tom kraju. Obrovac i tvrđava Kurjakovića ostali su pod osmanskom vlašću do 1647. godine, kada su mletačke snage pod zapovjedništvom generala Leonarda Foscola u vrijeme Kandijskog rata osvojile i porušile tvrđavu Kurjaković.
Godine 1670. Turci su se opet uspjeli domoći Obrovca, da bi ga 1687. godine konačno oslobodio uskočki zapovjednik Stojan Janković

## Karakteristike utvrđenja
Tvrđava je tijekom stoljeća mijenjala svoj prvobitni izgled. Za vrijeme osmanske uprave najvjerojatnije je bila kvadratnoga oblika i imala je četiri kule na uglovima. Preinake na tvrđavi su rađene i kada je dospjela pod mletačku vlast. Tvrđava je u svom gornjem dijelu bila zaštićena bedemima, a sastojala se od dvora Kurjakovića koji je s unutarnje strane bio četverokutnoga oblika, dok je s vanjske strane izgrađena s obilježjima masovne kule. Dvor i prednje dvorište opasivao je masivan bedem. Na ulazu u dvorište stajala je četvrtasta kula, a u dvorištu se nalazila cisterna za skupljanje vode.

## Vanjske poveznice
- Tvrđava Kurjaković – tz-obrovac.hr  Arhivirana inačica izvorne stranice od 25. rujna 2024. (Wayback Machine)
- Službene stranice grada Obrovca